# Ophiocanops multispina
Ophiocanops multispina är en ormstjärneart som beskrevs av Stöhr, Conand och Emilie Boissin 2008. Ophiocanops multispina ingår i släktet Ophiocanops och familjen skinnormstjärnor. Inga underarter finns listade i Catalogue of Life.